# Leichtathletik-Weltmeisterschaften 2022/4 × 400 m der Frauen

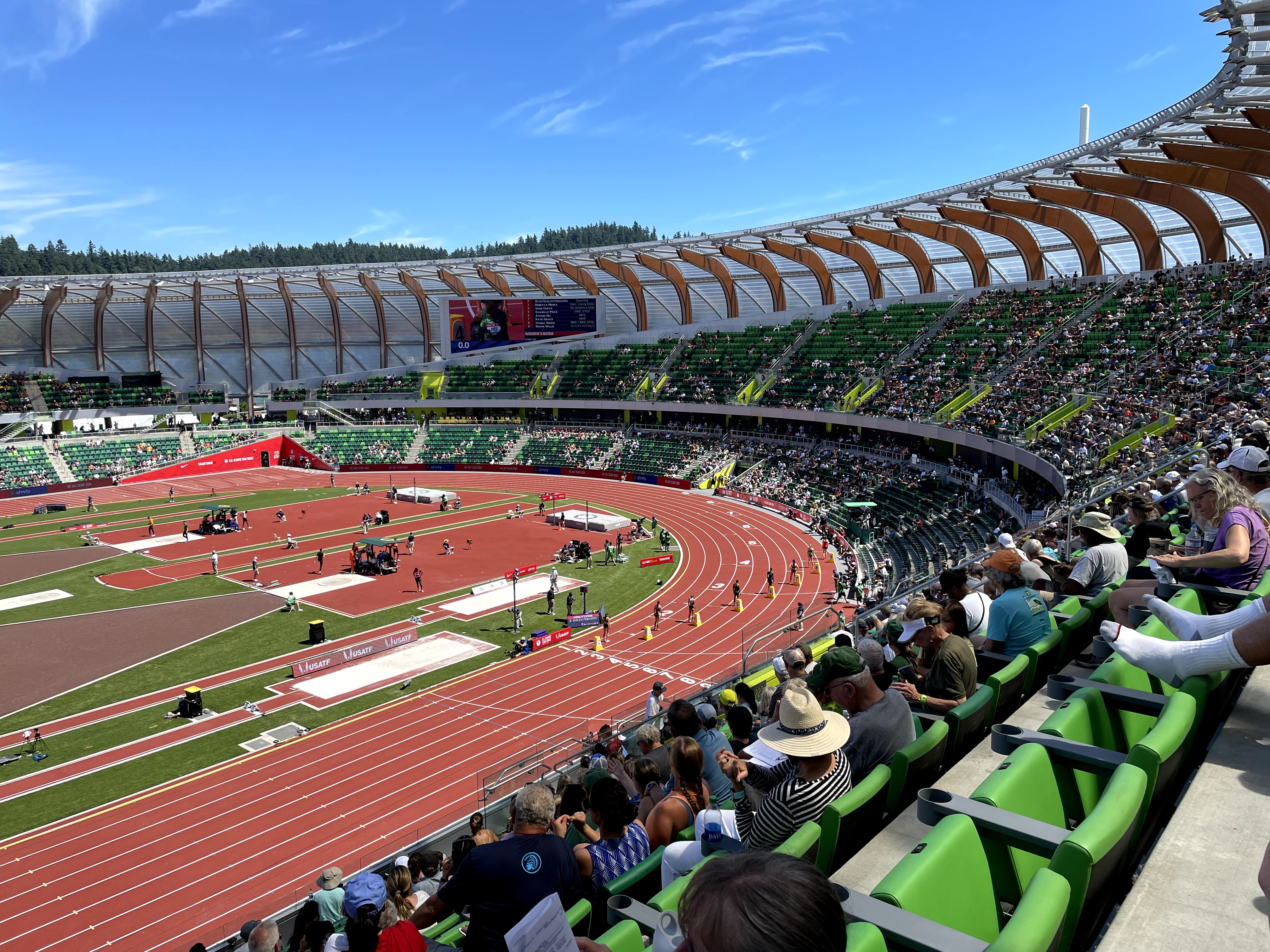
Das Stadion New Hayward Field im Jahr 2021

Die 4-mal-400-Meter-Staffel der Frauen bei den Leichtathletik-Weltmeisterschaften 2022 wurde am 23. und 24. Juli 2022 im Hayward Field der Stadt Eugene in den Vereinigten Staaten ausgetragen.
Weltmeister wurde das Quartett aus den Vereinigten Staaten in der Besetzung Talitha Diggs, Abby Steiner (Finale), Britton Wilson (Finale) und Sydney McLaughlin (Finale) sowie den im Vorlauf außerdem eingesetzten Läuferinnen Allyson Felix, Kaylin Whitney und Jaide Stepter Baynes.

Den zweiten Platz belegte Jamaika mit Candice McLeod (Finale), Janieve Russell (Finale), Stephenie Ann McPherson (Finale) und Charokee Young sowie den im Vorlauf außerdem eingesetzten Athletinnen Stacey-Ann Williams, Junelle Bromfield und Tiffany James.

Bronze ging an Großbritannien mit Victoria Ohuruogu, Nicole Yeargin, Jessie Knight (Finale) und Laviai Nielsen sowie der im Vorlauf außerdem eingesetzten Ama Pipi.
Auch die nur im Vorlauf eingesetzten Läuferinnen erhielten entsprechendes Edelmetall. Rekorde und Bestleistungen standen dagegen nur den tatsächlich laufenden Athletinnen zu.

## Rekorde

### Bestehende Rekorde
| Weltrekord               | 3:15,17 min | Sowjetunion (Tazzjana Ljadouskaja, Olga Nasarowa, Marija Pinigina, Olha Bryshina) | OS Seoul, Südkorea        | 1. Oktober 1988 |
| Weltmeisterschaftsrekord | 3:16,71 min | USA (Gwen Torrence, Maicel Malone-Wallace, Natasha Kaiser-Brown, Jearl Miles)     | WM Stuttgart, Deutschland | 22. August 1993 |

Der bestehende WM-Rekord wurde bei diesen Weltmeisterschaften nicht erreicht.
Es wurde eine neue Weltjahresbestleistung aufgestellt:
3:17,79 min – USA (Talitha Diggs, Abby Steiner, Britton Wilson, Sydney McLaughlin), Finale am 24. Juli

## Vorrunde
23. Juli 2022
Die Vorrunde wurde in zwei Läufen durchgeführt. Die ersten drei Staffeln pro Lauf – hellblau unterlegt – sowie die darüber hinaus zwei zeitschnellsten Teams – hellgrün unterlegt – qualifizierten sich für das Finale.

### Vorlauf 1
23. Juli 2022, 17:11 Uhr Ortszeit (24. Juli 2022, 2:11 Uhr MESZ)
| Platz | Staffel        | Besetzung                                                                                     | Zeit (min)                                                    |
| ----- | -------------- | --------------------------------------------------------------------------------------------- | ------------------------------------------------------------- |
| 1     | USA            | Talitha Diggs Allyson Felix (Vorlauf) Kaylin Whitney (Vorlauf) Jaide Stepter Baynes (Vorlauf) | 3:23,38                                                       |
| 2     | Großbritannien | Ama Pipi (Vorlauf) Laviai Nielsen Victoria Ohuruogu Nicole Yeargin                            | 3:23,92                                                       |
| 3     | Frankreich     | Sokhna Lacoste Shana Grebo Sounkamba Sylla Amandine Brossier                                  | 3:28,89                                                       |
| 4     | Schweiz        | Silke Lemmens Julia Niederberger Annina Fahr Yasmin Giger                                     | 3:29,11                                                       |
| 5     | Ukraine        | Kateryna Karpjuk Anastassija Bryshina Wiktorija Tkatschuk Hanna Ryschykowa                    | 3:29,25                                                       |
| 6     | Deutschland    | Corinna Schwab Elisa Lechleitner Judith Franzen Alica Schmidt                                 | 3:30,48                                                       |
| 7     | Südafrika      | Miranda Coetzee Marlie Viljoen Gontse Morake Zenéy van der Walt                               | 3:34,68                                                       |
| DSQ   | Niederlande    | Hanneke Oosterwegel Lieke Klaver Cathelijn Peeters Femke Bol                                  | IWR 170, TR24.6 Fehlerhafte Stabwieder- aufnahme nach Verlust |

### Vorlauf 2
23. Juli 2022, 17:22 Uhr Ortszeit (24. Juli 2022, 2:22 Uhr MESZ)
| Platz | Staffel  | Besetzung                                                                                        | Zeit (min) |
| ----- | -------- | ------------------------------------------------------------------------------------------------ | ---------- |
| 1     | Jamaika  | Stacey-Ann Williams (Vorlauf) Junelle Bromfield (Vorlauf) Tiffany James (Vorlauf) Charokee Young | 3:24,23    |
| 2     | Belgien  | Naomi Van Den Broeck (Vorlauf) Imke Vervaet Helena Ponette Camille Laus                          | 3:28,02    |
| 3     | Kanada   | Micha Powell (Vorlauf) Aiyanna Stiverne Kyra Constantine Natassha McDonald                       | 3:28,49    |
| 4     | Italien  | Anna Polinari Ayomide Folorunso Virginia Troiani Alice Mangione                                  | 3:28,72    |
| 5     | Polen    | Justyna Święty-Ersetic Iga Baumgart-Witan Kinga Gacka Małgorzata Hołub-Kowalik                   | 3:29,34    |
| 6     | Norwegen | Astri Ertzgaard Elisabeth Slettum Linn Oppegaard Amalie Iuel                                     | 3:32,00    |
| 7     | Spanien  | Eva Santidrián Aauri Bokesa Laura Hernández Carmen Avilés                                        | 3:32,87    |
| DNS   | Bahamas  |                                                                                                  |            |

## Finale

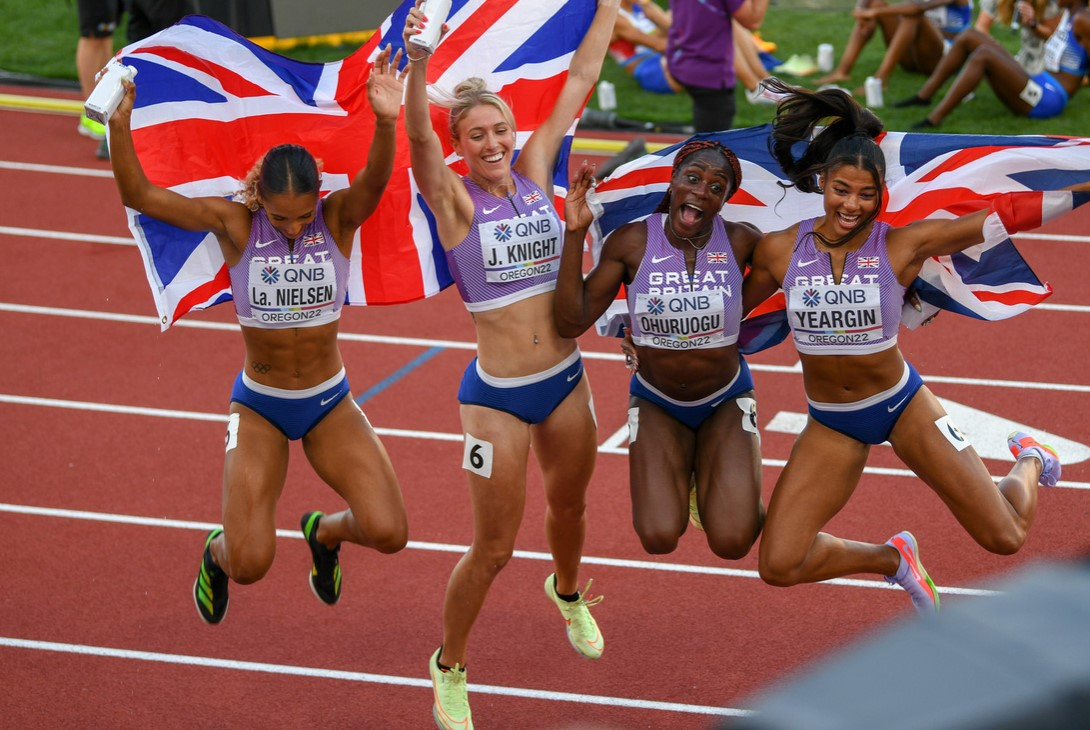
Die britischen Staffelläuferinnen freuten sich über Bronze

24. Juli 2022, 19:53 Uhr Ortszeit (25. Juli 2022, 4:53 Uhr MESZ)
| Platz | Staffel        | Besetzung | Zeit (min) |
| ----- | -------------- | --- | ---------- |
| 1     | USA            | Talitha Diggs Abby Steiner (Finale) Britton Wilson (Finale) Sydney McLaughlin (Finale) im Vorlauf außerdem: Allyson Felix Kaylin Whitney Jaide Stepter Baynes             | 3:17,79 WL |
| 2     | Jamaika        | Candice McLeod (Finale) Janieve Russell (Finale) Stephenie Ann McPherson (Finale) Charokee Young im Vorlauf außerdem: Stacey-Ann Williams Junelle Bromfield Tiffany James | 3:20,74    |
| 3     | Großbritannien | Victoria Ohuruogu Nicole Yeargin Jessie Knight (Finale) Laviai Nielsen im Vorlauf außerdem: Ama Pipi                                                                      | 3:22,64    |
| 4     | Kanada         | Natassha McDonald Aiyanna Stiverne Zoe Sherar (Finale) Kyra Constantine im Vorlauf außerdem: Micha Powell                                                                 | 3:25,18    |
| 5     | Frankreich     | Sokhna Lacoste Shana Grebo Sounkamba Sylla Amandine Brossier | 3:25,81    |
| 6     | Belgien        | Helena Ponette Imke Vervaet Paulien Couckuyt (Finale) Camille Laus im Vorlauf außerdem: Naomi Van Den Broeck                                                              | 3:26,29    |
| 7     | Italien        | Anna Polinari Ayomide Folorunso Virginia Troiani Alice Mangione | 3:26,45    |
| 8     | Schweiz        | Silke Lemmens Julia Niederberger Annina Fahr Yasmin Giger | 3:27,81    |

## Video
- Women's 4x400m Relay Final World Athletics Championships Oregon 2022, youtube.com, abgerufen am 23. August 2022